# 蔡悉
蔡悉（？—？），字士皆，直隸廬州府合肥縣人，匠籍，明朝政治人物。

## 生平
嘉靖三十七年（1558年）戊午科應天府鄉試第二十名舉人。嘉靖三十八年（1559年）中式己未科會試第二百六十一名，三甲第一百五十六名進士。歷官南京吏部主事，隆庆六年（1572年）八月考察降调。万历三年，升任泉州府通判。十三年任太僕寺丞，復除光禄寺丞，萬曆二十一年七月升南京光禄寺少卿，二十七年五月官至南京尚宝卿，二十九年二月乞休。三十八年三月起太僕寺少卿，署南京国子监祭酒，著有《理学遗编》、《大学注》、《书畴彝训》。

## 家族
曾祖蔡清；祖父蔡禋；父蔡廷用，母張氏。